# 卢中南
卢中南（1950年12月—），男，汉族，祖籍河南济源，生于湖北武汉，中华人民共和国书法家，中国人民革命军事博物馆设计处处长、研究馆员，中国共产党党员，第十、十一、十二届全国政协委员。享受国务院政府特殊津贴。

## 生平
1985年至1987年在原北京师范学院（现为首都师范大学）教育系书法班学习，师从欧阳中石先生。1986年获“全国电视书法比赛”一等奖，同年加入中国书法家协会。
2008年，当选第十一届全国政协委员，代表社会科学界，分入第三十三组。

## 社会兼职
现为中国书法家协会理事、会员、中国书法家协会硬笔书法委员会副主任、楷书委员会委员，中国博物馆学会会员，中华书画名家研究院顾问。

## 艺术成就
卢中南对楷书情有独钟，专注于欧体，几十年来潜心临写各种欧阳询的碑帖，从未间断。